# Mbulu Ngulu
Mbulu Ngulu is een kunstwerk in Amsterdam-Centrum.
Alexander Schabracq ontwierp deze Mbulu Ngulu, zijnde de verbeelding van de geest van de dode in Bantoe, West-Afrika. Schabracq heeft het zelf over de Bakota in noordoost Gabon. Het werd geplaatst op een peperbus (reclamezuil) op de kruising van de Czaar Peterstraat en de kade van de Oostenburgergracht. De figuratie is die van een mens, maar dan moeilijk te herkennen. De oranje liggende rugbybal moet daarbij het hoofd voorstellen. De paarse staketsels op dat hoofd verbeelden de hemelgang van de geest na het overlijden, dan wel het aura van de overledene. Deze Mbulu Ngulu, normaal waker over de doden, is hier een waker over de levenden. De figuur houdt de (geesten van) mensen op de drukke verkeerskruising in de gaten. In Afrika staan dit soort objecten gewoonlijk in en op manden of bij een graf, in Amsterdam kwam het terecht op een reclamezuil. Die zuil maakt onderdeel uit van het kunstwerk; Mbulu Ngulu is blijvend; reclame vergankelijk, aldus Schabracq. 
Het beeld was niet geheel onomstreden. Het reclamebureau Publex wilde in eerste instantie geen reclame meer op de zuil plakken. Begin 21e eeuw bij de nieuwe inrichting van de Eilandenboulevard waar de kade van de Oostenburgergracht deel van uit maakt, dreigde het beeld te verdwijnen. De kunstenaar hoorde het per toeval en diende protest aan bij de gemeente Amsterdam. Het beeld bleef op zijn peperbus staan. In 2019 is het beeld verplaatst naar de overzijde van de Oostenburgergracht, daar waar de Sarphatistraat eindigt. 

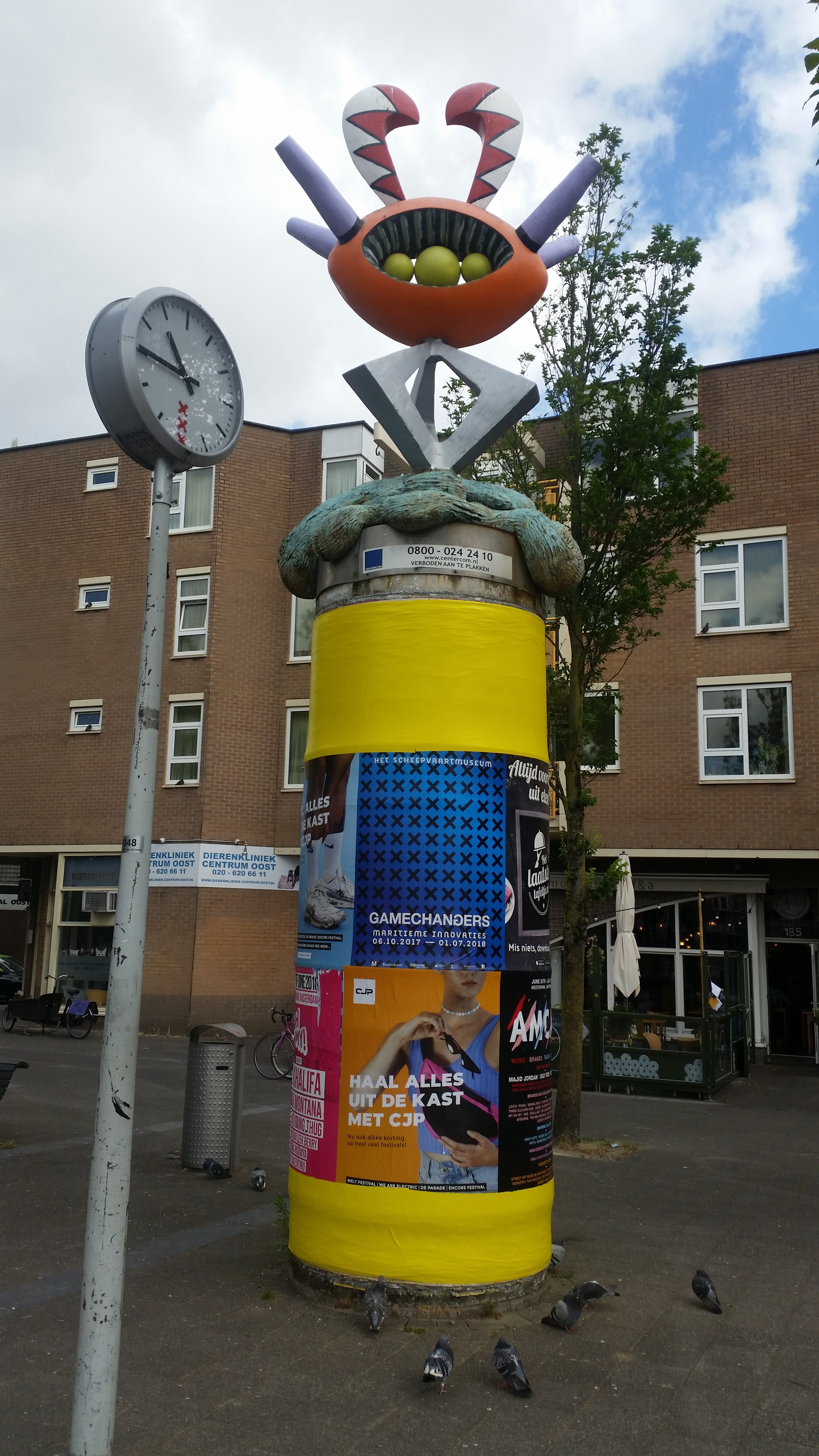
Mbulu Ngulu (juni 2018) op oude plaats